# Antrocephalus narendrani
Antrocephalus narendrani är en stekelart som beskrevs av Sureshan 1994. Antrocephalus narendrani ingår i släktet Antrocephalus och familjen bredlårsteklar. Inga underarter finns listade i Catalogue of Life.